# Evil Dead: The Game
Evil Dead: The Game é um jogo eletrônico de terror de sobrevivência baseado na franquia Evil Dead. Foi desenvolvido e publicado pela Saber Interactive. Possui jogabilidade cooperativa e combate jogador contra jogador (PvP). O jogo também apresenta Bruce Campbell como Ash Williams, assim como Dana DeLorenzo como Kelly Maxwell e Ray Santiago como Pablo Simon Bolivar da série de televisão Ash vs Evil Dead.
Evil Dead: The Game foi lançado para Microsoft Windows através da Epic Games Store, PlayStation 4, PlayStation 5, Xbox One e Xbox Series X/S em 13 de maio de 2022. Ele será lançado para o Nintendo Switch em uma data posterior.

## Jogabilidade
Evil Dead: The Game é um jogo multijogador assimétrico. O jogo apresenta jogabilidade cooperativa e combate jogador contra jogador (PvP), embora o modo single-player exija uma conexão com a Internet para ser jogado. O jogo apresenta um sistema de aumento de nível, assim como a mecânica árvore de habilidades. Ele também apresenta vários mapas, incluindo a cabana na floresta da série de filmes Evil Dead, juntamente com mais de 25 armas, incluindo a motosserra e o boomstick de Ash. No lançamento, o jogo apresenta 4 classes de sobreviventes jogáveis (Líder, Guerreiro, Caçador e Suporte) e 3 demônios jogáveis (Lorde de Guerra, Marionetista e o Necromante).

## Marketing
Evil Dead: The Game foi anunciado no The Game Awards em 10 de dezembro de 2020. Os trailers oficiais de revelação do jogo foram enviados para o YouTube no mesmo dia.
O rapper americano Method Man lançou uma música, "Come Get Some", em uma colaboração oficial com o jogo; a música é produzida por Statik Selektah, e apresenta versos do filho de Method Man, PXWER, e do filho de U-God, inTeLL. Ele também contém amostras da trilha sonora original de The Evil Dead de Joseph LoDuca e falas de Ash Williams. A música é apresentada no trailer de lançamento do jogo, lançado em 14 de maio de 2022.

## Recepção
Evil Dead: The Game recebeu críticas "mistas ou médias" para PlayStation 5 e Xbox Series X/S de acordo com o agregador de críticas Metacritic; a versão para PC recebeu críticas "geralmente favoráveis".
Mark Delaney, da GameSpot, deu ao jogo uma pontuação de 6 em 10, elogiando sua fidelidade à franquia Evil Dead e ao design de personagens baseado em classes, enquanto criticava a progressão como lenta, as missões da história como subdesenvolvidas e o combate PvP como desequilibrado. Jordan Gerblick, do GamesRadar +, elogiou a acessibilidade, os gráficos e as homenagens do jogo feitas à franquia, ao mesmo tempo em que questionava a falta de conteúdo, a dificuldade nas missões para um jogador e a falta de mais opções de travessia. Travis Northup da IGN deu ao jogo 8 de 10, escrevendo: " Evil Dead: The Game é um jogo multijogador assimétrico incrível que, como seu material de origem, é muito melhor do que tem o direito de receber sua frustrante falta de polimento e sendo um pouco leve em mapas e modos." O Hardcore Gamer apreciou os visuais, a atmosfera, o combate fluido, a estratégia, o jogo online e o material de fanservice do jogo, ao mesmo tempo em que teve pequenos problemas com o áudio redundante e a falta de conteúdo. O VG247 avaliou o jogo com 4 estrelas de 5 e declarou: " Evil Dead: The Game é um bom momento... provavelmente encontrará jogos mais amigáveis à acessibilidade também."
O jogo vendeu 500.000 cópias em cinco dias.

## ligações externas
- Sítio oficial